# 萨尔当
萨尔当（法語：Sardan，法語發音：[saʁdɑ̃]）是法国加尔省的一个市镇，属于勒维冈区。

## 地理
萨尔当（43°52'23"N, 4°2'28"E）面积6.24 平方千米，位于法国奧克西塔尼大區加尔省，该省份为法国南部沿海省份，南端濒地中海，北起顺时针与阿尔代什省、沃克吕兹省、罗讷河口省、埃罗省、阿韦龙省和洛泽尔省接壤。
与萨尔当接壤的市镇（或旧市镇、城区）包括：布鲁泽莱基萨克、卡尔纳斯、加扬、奥尔图-塞里尼亚克-基扬。

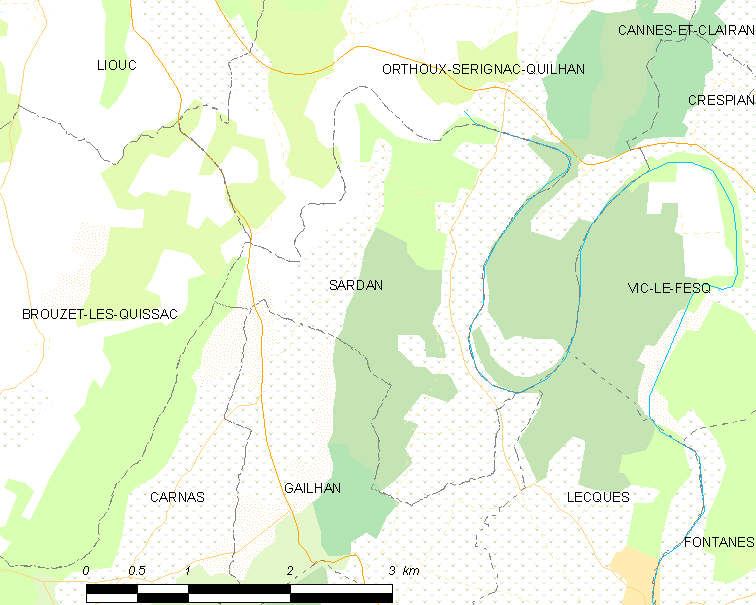
萨尔当的OSM定位图

萨尔当的时区为UTC+01:00、UTC+02:00（夏令时）。

## 行政
萨尔当的邮政编码为30260，INSEE市镇编码为30309。

## 政治
萨尔当所属的省级选区为基萨克县。

## 人口

1962-2008年间萨尔当人口变化图示

萨尔当于2022年1月1日时的人口数量为352人。